# Orawan Choey Sawat
Orawan Choey Sawat ist eine ehemalige thailändische Squashspielerin, die international für Hongkong startete.

## Karriere
Orawan Choey Sawat begann 1982 mit dem Squashsport, nachdem sie diesen als Hotelangestellte kennen gelernt hatte. Bereits 1988 war sie national die Nummer eins.
Sie spielte in den 1980er- und 1990er-Jahren auf der WSA World Tour. Mit der Nationalmannschaft nahm sie 1990 an der Weltmeisterschaft teil, die das Turnier auf dem 14. Platz beendete. Im selben Jahr stand Choeyswat auch im Einzelwettbewerb der Weltmeisterschaft im Hauptfeld und gewann ihre Auftaktpartie ohne Satzverlust. In der zweiten Runde scheiterte sie an Liz Spielman, der sie in drei Sätzen unterlag.
1991 gewann sie die Hongkonger Landesmeisterschaften.

## Erfolge
- Hongkonger Meisterin: 1991